# Carmichaelia petriei
Carmichaelia petriei är en ärtväxtart som beskrevs av Thomas Kirk. Carmichaelia petriei ingår i släktet Carmichaelia och familjen ärtväxter.

## Underarter
Arten delas in i följande underarter:
- C. p. minor
- C. p. petriei